# Marco Villa
Pour les articles homonymes, voir villa (homonymie).
Marco Villa (né le 8 février 1969 à Abbiategrasso, dans la province de Milan, en Lombardie) est un ancien coureur cycliste italien. Professionnel de 1994 à 2004, il était spécialiste de la piste. Il a notamment été deux fois champion du monde de l'américaine avec Silvio Martinello en 1995 et 1996. Il a également remporté 24 compétitions de Six Jours, dont 16 avec Martinello. Après sa carrière, il est le commissaire technique de l'équipe italienne de cyclisme sur piste.

## Biographie
En tant que junior (moins de 19 ans), Marco Villa devient champion d'Italie de course aux points en 1988, mais s'est ensuite distingué comme un bon poursuiteur, avec trois titres nationaux consécutifs entre 1989 et 1991 dans la poursuite par équipes. En 1989, il remporte également la médaille de bronze de la poursuite par équipes aux mondiaux de Lyon. Sur route, en 1991, il est médaillé d'or du contre-la-montre des Jeux méditerranéens.
Il passe professionnel en 1994 chez Amore e Vita-Galatron, où il obtient le seul succès de sa carrière sur route lors de la 8e étape du Coca-Cola Trophy de la même année. Ses plus grands succès viennent de la piste. Associé à Silvio Martinello, il obtient les deux premiers titres mondiaux de l'américaine en 1995 et 1996, ainsi que la médaille de bronze de l'américaine aux Jeux olympiques de 2000 à Sydney. À deux reprises, en 1995 (118e) et 2001 (133e), il prend part au Tour d'Italie.
Au total, Villa participe à 153 courses de six jours et décroche 24 succès, dont 15 avec Silvio Martinello.
En 2008, alors qu'il envisage à 39 ans de participer à nouveau aux Jeux olympiques, les médecins lui diagnostiquent de l'arythmie cardiaque lors d'un examen de routine effectué en juillet 2008. Il doit mettre un terme à sa carrière de coureur.
Il devient ensuite directeur technique de la piste masculine au sein de la Fédération cycliste italienne. En novembre 2020, il est élu « Directeur technique de l'année » par le site internet italien Tuttobici, lors des Oscar TuttoBici. En novembre 2021, il devient manager de l'ensemble du groupe piste de l'équipe italienne, récupérant les féminines, en plus de l'équipe masculine qu'il dirigeait déjà.

## Palmarès sur piste

### Jeux olympiques
- Sydney 2000
  -  Médaillé de bronze de l'américaine (avec Silvio Martinello)

### Championnats du monde
- Lyon 1989
  -  Médaillé de bronze de la poursuite par équipes amateurs
- Bogota 1995
  -  Champion du monde de l'américaine (avec Silvio Martinello)
- Manchester 1996
  -  Champion du monde de l'américaine (avec Silvio Martinello)
- Perth 1997
  -  Médaillé d'argent de l'américaine (avec Silvio Martinello)
- Bordeaux 2006
  - 13e de l'américaine
- Palma de Majorque 2007
  - 12e de l'américaine

### Coupe du monde
- 1995
  - 1er de l'américaine à Manchester (avec Silvio Martinello)
- 1996
  - 3e de la course aux points à Cottbus
- 1997
  - 2e de l'américaine à Fiorenzuola d'Arda
  - 2e de l'américaine à Quartu Sant'Elena
  - 2e de l'américaine à Athènes
- 1998
  - 1er de l'américaine à Hyères (avec Silvio Martinello)
- 1999
  - 2e de l'américaine à Fiorenzuola d'Arda
  - 2e de la poursuite par équipes à Fiorenzuola d'Arda
- 2000
  - 2e de l'américaine à Mexico
  - 2e de l'américaine à Turin
- 2005-2006
  - 2e de l'américaine à Sydney

### Jeux méditerranéens
- 1991
  -  Médaillé d'or de la course aux points

### Six Jours
- Six Jours de Grenoble : 1995 (avec Silvio Martinello) et 2002 (avec Adriano Baffi)
- Six Jours de Bassano del Grappa : 1996 (avec Silvio Martinello) et 1998 (avec Adriano Baffi)
- Six Jours de Bordeaux : 1996 et 1997 (avec Silvio Martinello)
- Six Jours de Brême : 1996 (avec Silvio Martinello)
- Six Jours de Milan : 1996, 1997 et 1999 (avec Silvio Martinello)
- Six Jours de Medellín : 1997 (avec Silvio Martinello)
- Six Jours de Zurich : 1997 (avec Silvio Martinello)
- Six Jours de Gand : 1998 (avec Silvio Martinello)
- Six Jours de Copenhague : 1998 (avec Silvio Martinello)
- Six Jours de Berlin : 1998, 2000 (avec Silvio Martinello)
- Six Jours de Turin : 2001, 2002, 2004 (avec Ivan Quaranta) et 2005 (avec Sebastian Donadio)
- Six Jours de Stuttgart : 2001 (avec Silvio Martinello)
- Six Jours de Fiorenzuola d'Arda : 2001 (avec Ivan Quaranta) et 2006 (avec Franco Marvulli)
- Six Jours d'Amsterdam : 2002 (avec Silvio Martinello)

### Championnats d'Europe
- 1995
  -  Médaillé d'argent de l'américaine
- 2000
  -  Médaillé d'argent de l'américaine
- 2001
  -  Médaillé d'argent de l'américaine

### Championnats nationaux
- Champion d'Italie de course aux points juniors en 1988
- Champion d'Italie de poursuite par équipes en 1989 et 1991
- Champion d'Italie de l'américaine en 1995 (avec Silvio Martinello), 1997 (avec Adriano Baffi), 1999 (avec Andrea Collinelli), 2002 (avec Devid Garbelli) et 2003 (avec Samuele Marzoli)

## Palmarès sur route

### Par années
- 1991
  -  Médaillé d'or du contre-la-montre des Jeux méditerranéens
  - 2e du Circuito del Porto-Trofeo Arvedi
- 1993
  - 2e de Milan-Rapallo
- 1994
  - 8e étape du Coca-Cola Trophy

### Résultats sur le Tour d'Italie
2 participations 
- 1995 : 118e
- 2001 : 133e